# Drag racing

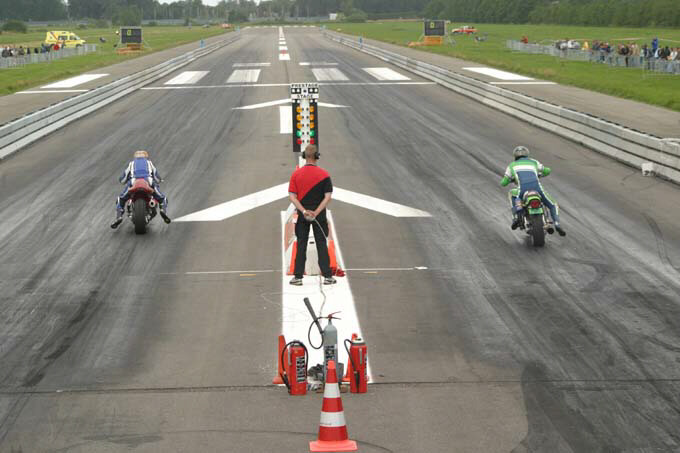
Tor do wyścigów drag racing

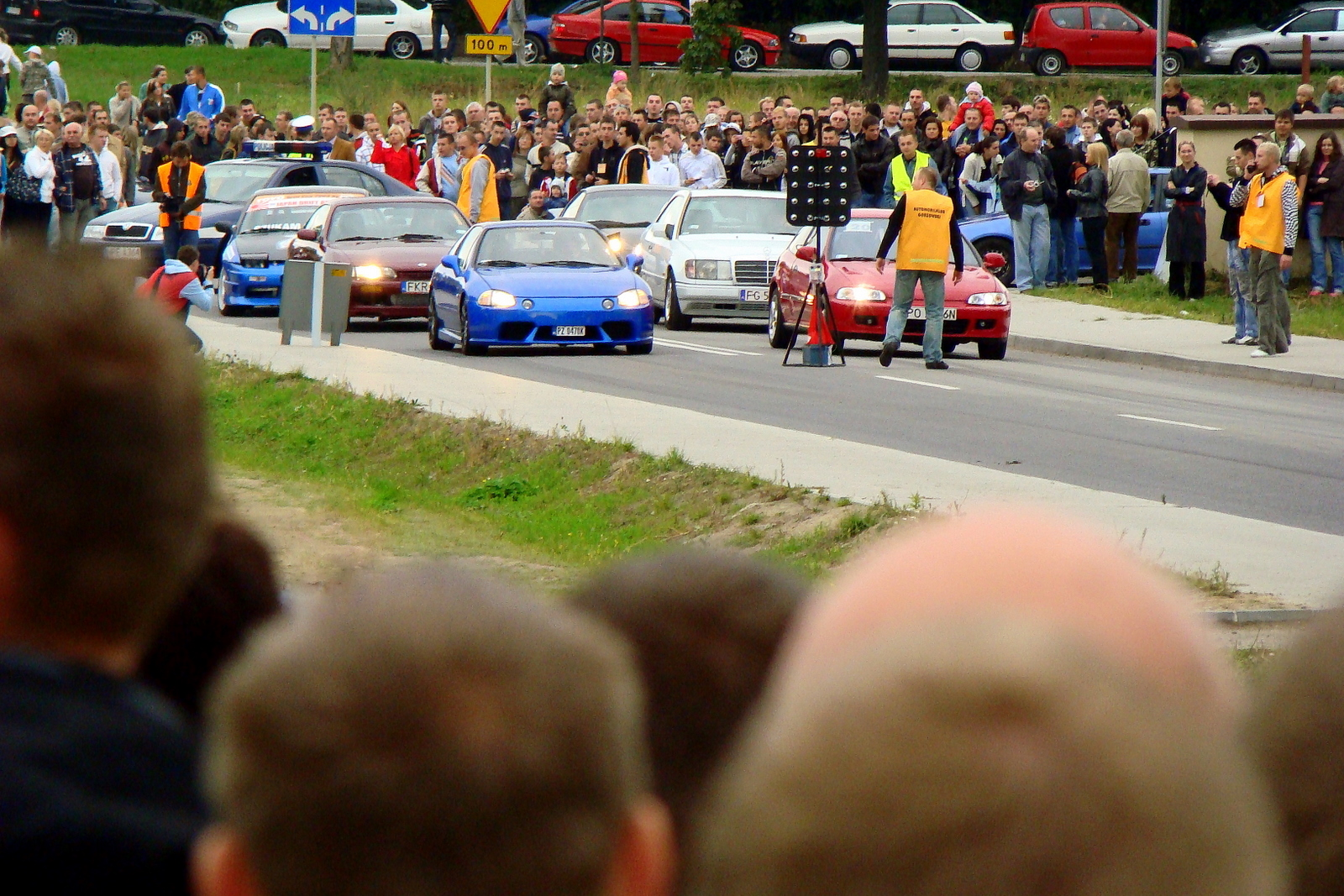
Wyścigi na 1/4 mili – ul. Złotego smoka w Gorzowie Wlkp.

Drag racing (w Polsce pod nazwą wyścigi równoległe) – odmiana wyścigów samochodowych, w których dwa pojazdy (najczęściej samochody lub motocykle) w jak najkrótszym czasie przy starcie od zera pokonać mają prosty odcinek drogi lub toru. Drag racing wywodzi się ze Stanów Zjednoczonych i wciąż jest tam bardzo popularny. Wyścig najczęściej odbywa się na odcinku ¼ mili (402,336 m / 1320 ft), chociaż jest również rozgrywany na odcinku 1/8 mili (201 m / 660 ft).
W Polsce sport ten stał się popularny dzięki SSS – Stowarzyszeniu Sprintu Samochodowego, a oficjalna nazwa cyklu zawodów rozgrywanych w Polsce to Mistrzostwa Polski w Wyścigach Równoległych im. Jana Wdowczyka. Pierwsze oficjalne zawody w Polsce odbyły się 1 maja 2003 roku na lotnisku w Modlinie, jako Puchar PZM. Zawody odbywają się w podziale na klasy w zależności od pojemności silnika samochodu, napędzanej osi, oraz rodzaju silnika (doładowane, wolnossące oraz diesel).

## Podział klas
- Mini – napęd dowolny, pojemność silnika do 1550 cm³ N/A,
- Mini Plus – napęd dowolny, pojemność silnika do 1550 cm³ z doładowaniem,
- Diesel – napęd dowolny, z doładowaniem lub N/A, zasilane olejem napędowym,
- Profi – FWD N/A, pojemność silnika powyżej 1550 cm³,
- Profi Plus – RWD N/A lub AWD N/A, pojemność silnika powyżej 1550 cm³, silniki Wankla,
- Turbo – FWD z doładowaniem,
- Turbo Plus – RWD z doładowaniem, silniki Wankla z doładowaniem,
- Maxi – AWD z doładowaniem,
- Outlaw – pojazdy niespełniające wyżej wymienionych wymogów (klasa wolna)

Na zawodach organizowanych przez SSS rozgrywane są też klasy street, tzn. samochodów dopuszczonych do normalnego ruchu ulicznego, z istotnymi ograniczeniami odnośnie do modyfikacji. Są to klasy FWD Street, RWD Street, AWD Street.
Legenda

(N/A – silniki bez doładowania (ang. Naturally Aspirated), FWD – napęd przedni, RWD – napęd tylny, AWD – napęd na 4 koła)
Czasy uzyskiwane przez najszybsze samochody w Polsce oscylują w okolicy niewiele ponad 8 sekund na 402 m.

## Popularność
1 lipca 2007 r. w Kamieniu Śląskim została zorganizowana impreza o randze nieoficjalnych Mistrzostw Europy samochodów ulicznych – King Of Europe.
Drag racing jest także popularny w Brazylii, Australii, Japonii, RPA oraz w większości krajów europejskich, szczególnie skandynawskich. Obecnie na świecie jest ponad 325 torów wyścigowych pod drag racing.